# Lebrija (Spanje)
Lebrija is een gemeente in de Spaanse provincie Sevilla in de regio Andalusië met een oppervlakte van 375 km². In 2007 telde Lebrija 25.614 inwoners.

## Demografische ontwikkeling
Bron: INE; 1857-2011: volkstellingen
Opm.: In 1992 werd El Cuervo de Sevilla een zelfstandige gemeente

## Geboren in Lebrija
- Juan Díaz de Solís (1470-1516), zeevaarder. Het is echter ook mogelijk dat hij in Portugal geboren is.
- Juan Ramon López Caro (1969), voetbalcoach
- Juan Pedro López (1997), wielrenner
- Isaac Romero (2000), voetballer